# Mac OS 8
Mac OS 8 – system operacyjny wydany 26 lipca 1997 przez Apple Computer jako następca systemu System Software 7.

## Historia wydań
| Wersja | Wydany               | Zmiany                                                | Nazwa kodowa    | Cena                 |
| ------ | -------------------- | ----------------------------------------------------- | --------------- | -------------------- |
| 8.0    | 26 lipca 1997        | Pierwsze wydanie                                      | Tempo           | 99 $                 |
| 8.1    | 19 stycznia 1998     | System plików HFS+, Ostatnia wersja na procesor 680x0 | Bride of Buster | Darmowa aktualizacja |
| 8.5    | 17 października 1998 | Tylko PPC, Sherlock, Skórki, ikony 32-bit             | Allegro         | 99 $                 |
| 8.5.1  | 7 grudnia 1998       |                                                       | The Ric Ford    | Darmowa aktualizacja |
| 8.6    | 10 maja 1999         | Nowy nanokernel                                       | Veronica        | Darmowa aktualizacja |